# أنتوني آيرلادند (لاعب كريكت)
أنتوني آيرلادند (30 أغسطس 1984 في زيمبابوي - ) (بالإنجليزية: Anthony Ireland) هو لاعب كريكت زيمبابوي. لعب مع منتخب زمبابوي للكريكت ونادي مقاطعة ميدلسكس للكريكت ‏ ونادي مقاطعة غلوستر للكريكت ‏ ونادي مقاطعة ليسترشاير للكريكت ‏ وSouthern Rocks ‏.

## وصلات خارجية
- أنتوني آيرلادند على موقع إي آس بي آن كريك إنفو (الإنجليزية)